# Pronto a correre
Pronto a correre – singiel włoskiego piosenkarza Marco Mengoniego napisany przez niego samego we współpracy z Markiem Owenem, Benjaminem Markiem Weaverem, Jamiem Nortonem, Davidem Jamesem Harveyem Gibsonem i Ermalem Metą, wydany w kwietniu 2013 roku i promujący drugi album studyjny artysty zatytułowany #prontoacorrere.
Singiel zadebiutował na dziewiątym miejscu włoskiej listy przebojów.

## Nagrywanie
Utwór został pierwotnie napisany w języku angielskim jako „Put the Light On” przez brytyjskiego autora piosenek Marka Owena we współpracy z Benjaminem Markiem Weaverem, Jamiem Nortonem i Davidem Jamesem Harveyem Gibsonemm. Po otrzymaniu oryginalnej wersji językowej kawałka Mengoni dopisał swój własny tekst razem z Ermalem Metą, byłym liderem zespołu La Fame di Camilla. Anglojęzyczna wersja piosenki została umieszczona jako bonus na cyfrowej wersji płyty pt. #prontoacorrere dostępnej w serwisie iTunes.

## Teledysk
We wrześniu premierę miał oficjalny teledysk do utworu, którego reżyserem został Gaetano Morbioli. Klip został zaprezentowany premierowo 26 kwietnia na kanale Sky Uni. Teledysk był kręcony w kwietniu w Stadio Marc'Antonio Bentegodi w Weronie, przedstawiony jest w nim Mengoni biorący udział w sztafecie z ludźmi w różnym wieku, w tym m.in. z siedmioletnim chłopcem, kobietą w ciąży oraz staruszką. Zdaniem Mengoniego, wideo pokazuje cykle życia, „doświadczenie wspólnego dorastania, dorastania tych, którzy biegną, jak i tych, którzy się nie ruszają oraz tych, którzy chcieliby bieć, ale nie mogą”.

## Lista utworów
Digital download
1. „Pronto a correre” – 3:48

## Personel
W sesji nagraniowej wzięli udział:
| - Marco Mengoni – śpiew - David James Harvey Gibson – kompozytor - Larry Goldings, Luca Scarpa – fortepian, organy Hammonda, instrumenty klawiszowe - Raggie Hamilton – gitara basowa - Michael Landau, Davide Tagliapietra – gitara - Gary Novak – perkusja | - Marco Mengoni, Mark Owen, David James Harvey Gibson, Ermal Meta, Jamie Norton, Benjamin Mark Weaver – kompozytorzy - Antonio Baglio – mastering - Michele Canova – producent, miksowanie, inżynier dźwięku - Csaba Petocz, Davide Tagliapietra – inżynier dźwięku |

## Notowania na listach przebojów
| Kraj   | Lista (2010)  | Najwyższe miejsce |
| ------ | ------------- | ----------------- |
| Włochy | Album Top 100 | 7                 |